# Раїмбек батир (станція метро)
43°16′13″ пн. ш. 76°56′41″ сх. д. / 43.27028° пн. ш. 76.94472° сх. д.
«Райимбек батир» (каз. Райымбек батыр) — кінцева станція першої лінії Алматинського метрополітену. 
Відкрита 1 грудня 2011 у складі черги «Райимбек батир» - «Алатау».
Названа на честь великого казахського батира Райимбека (XVIII століття).

## Технічна характеристика
Конструкція станції —  односклепінна мілкого закладення.

## Колійний розвиток
Станція з колійним розвитком — 6 стрілочних переводів , перехресний з'їзд, 2 станційні колії для обороту та відстою рухомого складу, що переходять в двоколійну ССГ з електродепо ТЧ-1 «Райимбек батир» , і 2 колії для відстою рухомого складу.
Проектом передбачена установка сейсмостанції.

## Вестибюлі
Входи-виходи в підземний вестибюль розташовані на кожному розі перехрестя вулиці Фурманова і проспекту Райимбека . Ще два входи-виходи розташовані по вулиці Фурманова , північніше проспекту Райимбека .

## Оздоблення
Дизайн виконаний у дусі суміщення стародавнього із сучасністю. На стінах зображені національні візерунки і наскельні малюнки.
Єдина станція в Алматинському метрополітені, на платформі якої є лавки.